# Black Sabbath (album)

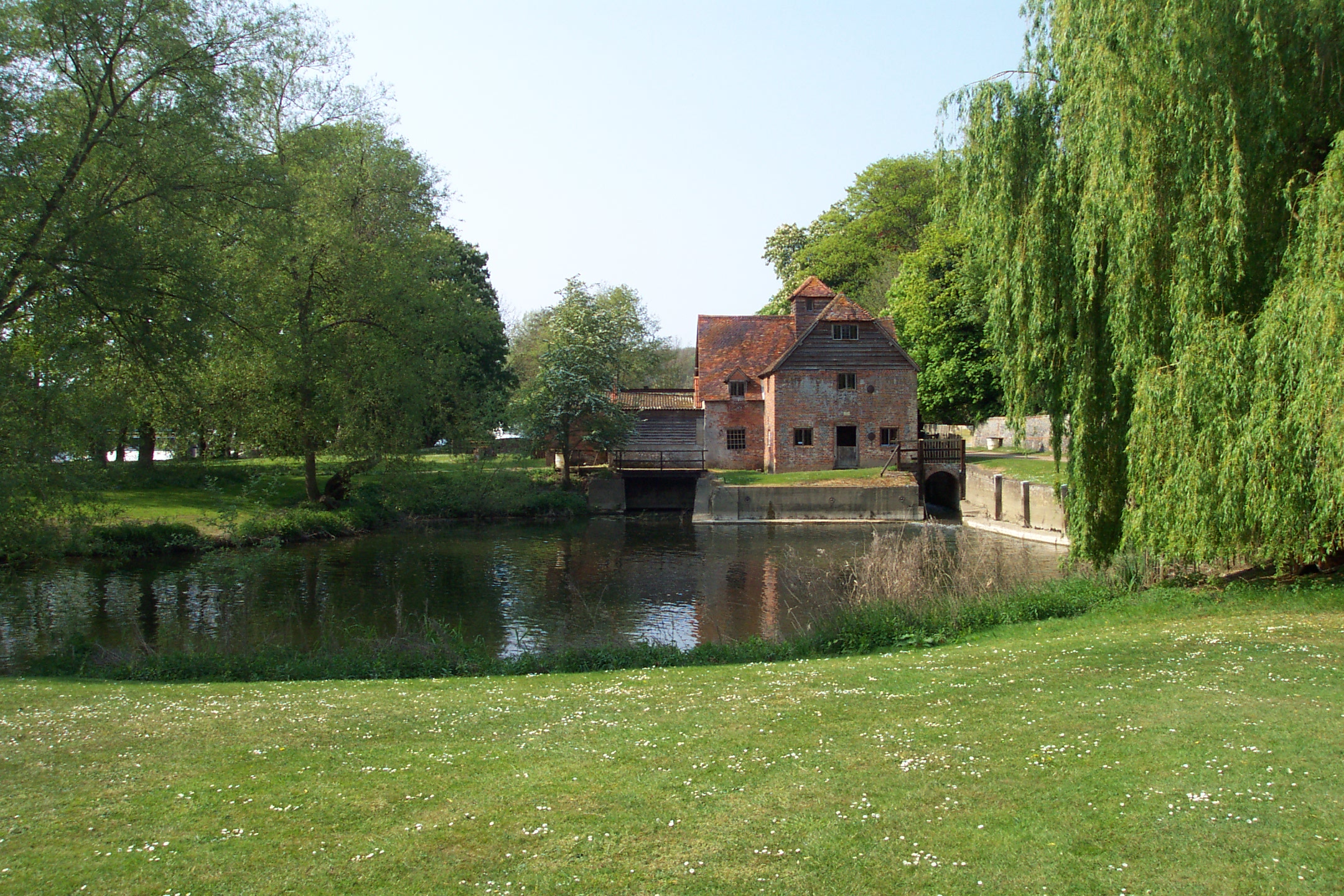
Mapledurhamský vodní mlýn použitý na obálce alba

Black Sabbath je první studiové album stejnojmenné britské skupiny. Vydáno bylo na pátek třináctého (13. února). Mnoho kritiků toto album, zvláště titulní skladbu, hodnotí jako první čistě metalovou nahrávku. Patrný je také vliv skupiny Led Zeppelin, hlavně prvků blues. Album roku 2003 dosáhlo 238. příčky v žebříčku 500 nejlepších alb všech dob časopisu Rolling Stone. Dle kytaristy a zakladatele Black Sabbath Tonyho Iommiho skupina album nahrála za jediný den 16. října 1969.
Album bylo odsouzeno mnohými náboženskými skupinami jako satanistické a to hlavně kvůli titulní skladbě Black Sabbath, která vznikla na základě jednoho snu basáka Geezera. Píseň je však o člověkovi, který satanismu propadl a vykresluje, jak je satanismus zlý.
Skladba Behind The Wall of Sleep je údajně inspirována románem H.P. Lovecrafta Beyond the Wall of Sleep, i když to kapela nikdy nepotvrdila. Mnozí fandové tvrdí, že na koncertech Ozzy mnohokrát zpíval Beyond místo Behind.
Na raných verzích alba byl Ozzy uveden jako Ossie Osborne.
Black Sabbath už svým debutovým albem zřetelně definovali styl, který budou razit v následujících letech. Úvodní skladbu, po níž je pojmenována celá deska, je možné chápat jako manifest Sabbatů. Entrée obstarává padající déšť, v dáli je slyšet hrom a kostelní zvon. Pak už nastupují první úderné tóny Iommiho kytary, na něž navazuje Osbourne svým drásavým a naříkavým vokálem. Nic nepředstírají. Písně jsou většinou založeny na jednoduchých, ale výrazných kytarových riffech, podporovaných výraznou basou a bicími. Osbourne deklamuje morbidní texty svým neopakovatelným způsobem, který domalovává temnou a tísnivou atmosféru písní. Skupině se podařilo desku nahrát za pouhé dva dny, navíc všechny písně vycházejí z jamů ve studiu, což jim dodává na autentičnosti a živosti. Ve většině skladeb jsou ještě patrné bluesové kořeny kapely, nejvíce asi v písni "The Wizard". Songy jako "N.I.B." nebo "Black Sabbath" se brzy zařadily mezi metalovou klasiku.

## Seznam skladeb

### 1970 Vertigo LP vydání
Autory skladeb jsou Ozzy Osbourne, Tony Iommi, Geezer Butler a Bill Ward, pokud není uvedeno jinak.
| Pořadí | Název                    | Autor                                                            | Délka |
| ------ | ------------------------ | ---------------------------------------------------------------- | ----- |
| 1.     | Black Sabbath            |                                                                  | 6:21  |
| 2.     | The Wizard               |                                                                  | 4:24  |
| 3.     | Behind the Wall of Sleep |                                                                  | 3:38  |
| 4.     | N.I.B.                   |                                                                  | 6:06  |
| 5.     | Evil Woman               | Dave Wagner, Dick Weigand, Larry Weigand                         | 3:25  |
| 6.     | Sleeping Village         |                                                                  | 3:46  |
| 7.     | The Warning              | Aynsley Dunbar, John Moorshead, Alex Dmochowski, Victor Hickling | 10:32 |

### 1970 Warner Bros. LP vydání
Všechno napsali Tony Iommi, John Osbourne, Terence Butler a William Ward.
1. "Black Sabbath" – 6:20
2. "The Wizard" – 4:22
3. "Wasp/Behind the Wall of Sleep/Bassically/N.I.B.„ – 9:44
4. “Wicked World" – 4:30
5. "A Bit of Finger/Sleeping Village/Warning" – 14:32

### Warner Bros. CD vydání
1. "Black Sabbath" 6:16
2. "The Wizard" 4:18
3. "Wasp"/"Behind The Wall Of Sleep"/"Basically"/"N.I.B." 10:40
4. "Wicked World" 4:42
5. "A Bit Of Finger"/"Sleeping Village"/"Warning" ["Warning" přičítána: (Dunbar "Brox"-Moreshead-Hickling-Dmochowski) Noma Music Inc. - BMI] 14:20

### 2004 Sanctuary znovuvydání
1. "Black Sabbath" – 6:21
2. "The Wizard" – 4:24
3. "Behind the Wall of Sleep" – 3:37
4. "N.I.B." – 6:07
5. "Evil Woman" (Wagner, D. Weigand, L. Weigand) – 3:25
6. "Sleeping Village" – 3:46
7. "The Warning" (Dunbar, Moorshead, Dmochowski, Hickling) – 10:32
8. "Wicked World" – 4:43

### 2004 Rhino/Warner Bros. "Black Box" znovuvydání
1. "Black Sabbath" – 6:19
2. "The Wizard" – 4:23
3. "Wasp/Behind the Wall of Sleep/Basically/N.I.B." – 9:44
4. "Wicked World" – 4:47
5. "A Bit of Finger/Sleeping Village/The Warning" – 14:16
6. "Evil Woman" (Wagner, D. Weigand, L. Weigand) – 3:23

## Sestava
- Ozzy Osbourne – zpěv, harmonika
- Tony Iommi – kytara
- Geezer Butler – baskytara
- Bill Ward – bicí, zpěv
- Rodger Bain – produkce, brumle ve "Sleeping Village"
- Tom Allom – režie
- Barry Sheffield – režie